# Nouvel-Ontario
Nouvel-Ontario renvoie à la région géographique du Nord de l'Ontario. Sa particularité et son importance vient du fait qu'il désigne également un espace d'expression culturel et identitaire des Franco-Ontariens.
Gage de la charge symbolique de ce terme, au fil des ans, plusieurs institutions ont choisi de l'intégrer à même leur nom. Parmi eux, on compte autant des organismes dédiés à la création artistique (Coopérative des artistes du Nouvel-Ontario, Galerie du Nouvel-Ontario, Théâtre du Nouvel-Ontario), ainsi que des organismes à vocation savante et historique (Société historique du Nouvel-Ontario, Revue du Nouvel-Ontario).

## Origines du concept
L'expression Nouvel-Ontario représente une traduction du terme New Ontario.  
Selon l’historien Donald Creighton, le Nouvel-Ontario est considéré une terre d’opportunité à l’époque : 
The Shield, the enormous irregular triangle of rocky, ravaged upland, had been both a barrier to economic progress and a bulwark of economic development. These ancient, worn-down rocks, with their vast stretches of towering conifers, their elaborate mazes of lakes, lakelets, rivers, falls, rapids, and spillways, had been the basis of both the fur trade and the timber trade. There had been two great “crops” in the Precambrian Shield. Men had exploited its animals and forests; but now they were to tear out wealth and power from its soils, and rocks, and waters. The north became the great new impulse of Canadian life. It filled men’s pockets and fired their imaginations. Its massive forms, its simple, sweeping rhythms, its glittering and sombre colours, inspired in Tom Thompson and the members of the Group of Seven the most distinctive group of painters, which the country had yet produced.
Le départ pour le Nouvel-Ontario est plus acceptable aux yeux des élites, selon Gaétan Gervais :
"À la fin du XIXe siècle, les élites clérico-nationalistes voyaient la colonisation en termes d’expansion de la présence canadienne-française au pays. Certains, cependant, se méfiaient des agents des Prairies et préféraient orienter les colons vers le nord de l’Ontario, où ils seraient plus forts grâce à la contiguïté avec le Québec."
Onésime Reclus, en écrivant à Rameau de Saint-Père en juillet 1888, y voit « l’événement le plus considérable de la colonisation canadienne depuis le bousculement définitif des Anglais par la reprise des cantons de l’Est et du comté d’Ottawa ». 
Selon Denise Quesnel, il est presque impossible pour un individu de s’établir seul dans le Nouvel-Ontario. C’est pour cette raison que des familles déménageaient ensemble, formant ainsi une chaine migratoire allant de la communauté d’origine au front colonisateur. Il semble bien que ce sont, en fait, les familles qui sont au cœur de la colonisation. Une fois rendues sur place, ces familles façonnent la communauté par les multiples alliances qui se sont créées, les liens qui existaient entre les familles qui arrivent dans la région, la formation de grappes familiales. 

## Limites géographiques du Nouvel-Ontario
Elle renvoie en premier lieu à la portion septentrionale de la province canadienne de l'Ontario. Le Nord de l'Ontario est composé des districts d'Algoma, Cochrane, Kenora, Manitoulin, Nipissing, Rainy River, Sudbury, Thunder Bay et Timiskaming, ainsi que de la ville de Grand Sudbury. 
Cela dit, la concentration de Franco-Ontariens est beaucoup plus forte dans le Nord-Est de l'Ontario que dans le Nord-Ouest de l'Ontario. Des intellectuels et acteurs du milieu culturel restreignent ainsi leur définition du terme Nouvel-Ontario à la région du Nord-Est de la province, étant donné le poids démographique des francophones qui y résident (21% de la population du Nord-Est). Selon cette perspective, le Nouvel-Ontario exclut donc le Nord-Ouest de l'Ontario (composé des districts de Kenora, Rainy River et Thunder Bay) bien qu'on y retrouve aussi une population francophone, quoique beaucoup moins nombreuse (2,6% de la population du Nord-Ouest). 

## Portée culturelle et identitaire du terme
Le territoire du Nouvel-Ontario représente un espace imaginaire, à créer, qui sera investi par les intellectuels et les artistes francophones du Nord de l'Ontario à compter de la décennie 1940. La fondation de la Société historique du Nouvel-Ontario, en 1942,  est nourrie par un patriotisme canadien-français, ainsi que par le courant régionaliste. En 1965, Guy Courteau décrit dans l'une des publications de la Société historique la ville de Sudbury comme la « capitale intellectuelle du Nouvel-Ontario ». 
À la fin des années 1960, l’ouverture d’un bureau franco-ontarien au Conseil des arts de l’Ontario, l’existence de cours universitaires et d’écoles secondaires de langue française et la fin du baby-boom favorisent une prise de conscience, chez les jeunes franco-ontariens, de l’originalité de la légitimité de leur expérience. Pour eux, il existe alors une « nécessité […] de se définir à partir de leur réalité ». En quête identitaire, ces derniers créent un imaginaire collectif à même le territoire nord-ontarien, le « Nouvel-Ontario ». Leurs créations cherchent à s’enraciner dans les lieux et la réalité socioéconomique propres aux Franco-Ontariens du Nord, en faisant appel à la langue orale, à la nordicité et à un « esprit de rébellion envers le passé », selon la littéraire Johanne Melançon. Cet enracinement s’inscrit dans une certaine continuité avec les activités de la Société historique du Nouvel-Ontario, fondée en 1942, ou de l’Institut de folklore, créé en 1960 (l’institut deviendra le Centre franco-ontarien de folklore en 1972), qui nourrissent déjà un sentiment d’appartenance francophone dans la région, quoique les créateurs des années 1970 cherchent à se détacher de l’élitisme des Jésuites et des militants traditionnels. De « par son appel direct à un public lecteur moins instruit » et la démocratisation d’un « instrument et produit des peuples dominants », ils cherchent à « désacraliser » la littérature. Selon le littéraire François Paré, ils cherchent à « représenter le peuple franco-ontarien tel qu’il est en lui-même». Cet éloignement de l’élite serait nécessaire, selon le professeur et poète Robert Dickson, pour s’ancrer dans un « avenir possible ». L’accent est mis sur la libération de l’individu et une quête d’autodétermination individuelle en rejetant les principales institutions de socialisation, comme la famille, la religion et l’école.  
Les octrois fédéraux permettent aussi à des créateurs franco-ontariens de fonder des institutions, dont la Troupe laurentienne (1969), la troupe de théâtre amateur les Ka-O-Tiks (1970), le Théâtre du Nouvel-Ontario (1971), ancrés dans la contreculture québécoise et californienne. Les artistes fondateurs de la Coopérative des artistes du Nouvel-Ontario (1970), ainsi que ceux qui gravitent autour de celle-ci, s'inscrivent dans une perspective critique par rapport au passé. Les jeunes artistes font table rase, afin de proposer leur propre vision de la culture et de l'identité franco-ontarienne. Le colloque Franco-Parole, tenu en mars 1973, mène à la création des concerts La Nuit sur l’étang et les Éditions Prise de parole. À l’Université Laurentienne, après avoir fondé le journal étudiant de langue française Réaction (1970), on met sur pied l’Association des étudiants francophones (1974). Les nouvelles institutions sont dirigées par des jeunes et ne dépendent pas de l’Église, même si le professeur jésuite Fernand Dorais est fréquemment cité comme collaborateur et source d’inspiration.  
Or, cette approche ne fait pas l’unanimité : le Conseil des écoles séparées catholiques romaines du district de Sudbury, Le Voyageur, les paroisses, le Club Richelieu et la plupart des familles ouvrières tendent à maintenir une adhésion à ces institutions traditionnelles, à l’idée que « bien parler, c’est se respecter », tout en greffant à leur bagage culturel des symboles « nouvel-ontariens » et le bilinguisme institutionnel. La prise de distance par rapport au clergé, mais aussi par les professionnels et les gens d’affaires dans la direction des affaires la communauté, au profit des artistes et des enseignants, est importante. Le Voyageur de 1978 discute beaucoup moins de nouvelles diocésaines, mais beaucoup plus de politique provinciale et fédérale qu’une décennie plus tôt. 

## Organismes dont le nom porte la mention du Nouvel-Ontario
- Société historique du Nouvel-Ontario (1942[19]-aujourd'hui)
- Coopérative des artistes du Nouvel-Ontario (1970[1]-...)
- Théâtre du Nouvel-Ontario (1971[1]-aujourd'hui)
- Galerie du Nouvel-Ontario (1976[1]-aujourd'hui)
- Revue du Nouvel-Ontario (1978[9]-aujourd'hui)